# GeForce 6
La serie GeForce 6 (nome in codice NV40) è la sesta generazione dei chip grafici NVIDIA. Ogni scheda supporta i Pixel e i Vertex Shader alla versione 3.0, questi shader sono stati introdotti dalle API DirectX 9.0c della Microsoft.
La famiglia di chip GeForce 6 è stata introdotta il 14 aprile 2004 e apporta nuove ed importanti funzioni rispetto ai predecessori:
- Tecnologia PureVideo
- Shader Model 3.0
- Tecnologia SLI

La fascia bassa (6200) comprende un paio di schede adatte per applicazioni Media Center grazie alla tecnologia TurboCache, che consente il rapido accesso alla memoria di sistema condivisa sfruttando la banda passante del nuovo bus PCI-Express. Sebbene queste GPU fossero progettate per funzionare su questo tipo di bus (e per essere quindi configurate in SLI), buona parte di queste schede è stata prodotta in AGP sfruttando un apposito convertitore. La possibilità di configurare sistemi SLI e le prestazioni superiori fecero di queste schede le soluzioni più convenienti per un lungo arco di tempo.

## Elenco schede
Come per le altre famiglie anche quella GeForce copre tutte le fasce di prezzo.
Le fasce sono così divise:
- Fascia alta GeForce 6800
- Fascia media GeForce 6600
- Fascia bassa GeForce 6200
- IGP GeForce 6100

### Versioni GeForce 6800

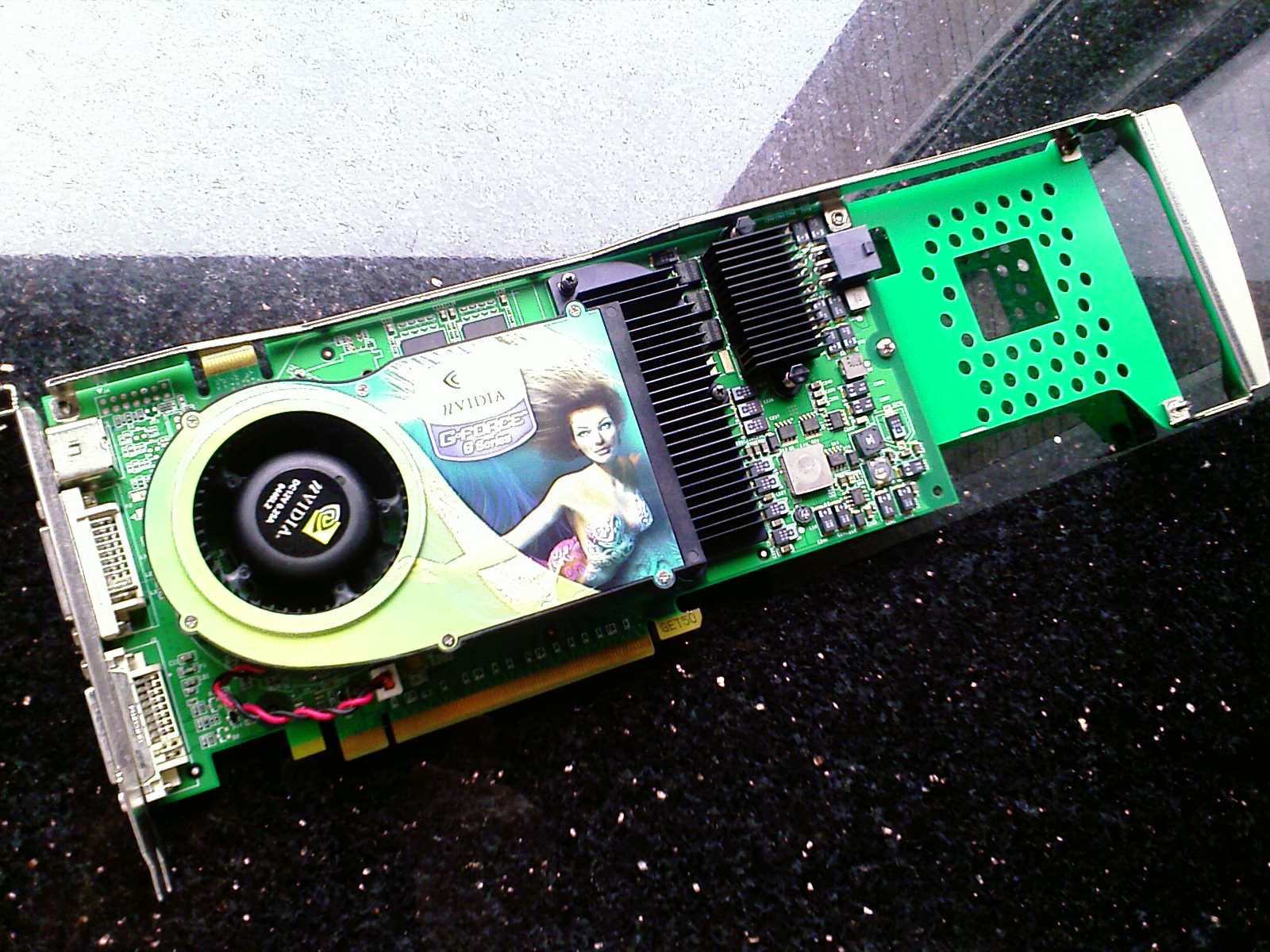
NVIDIA GeForce 6800 Ultra 512MB PCI-E

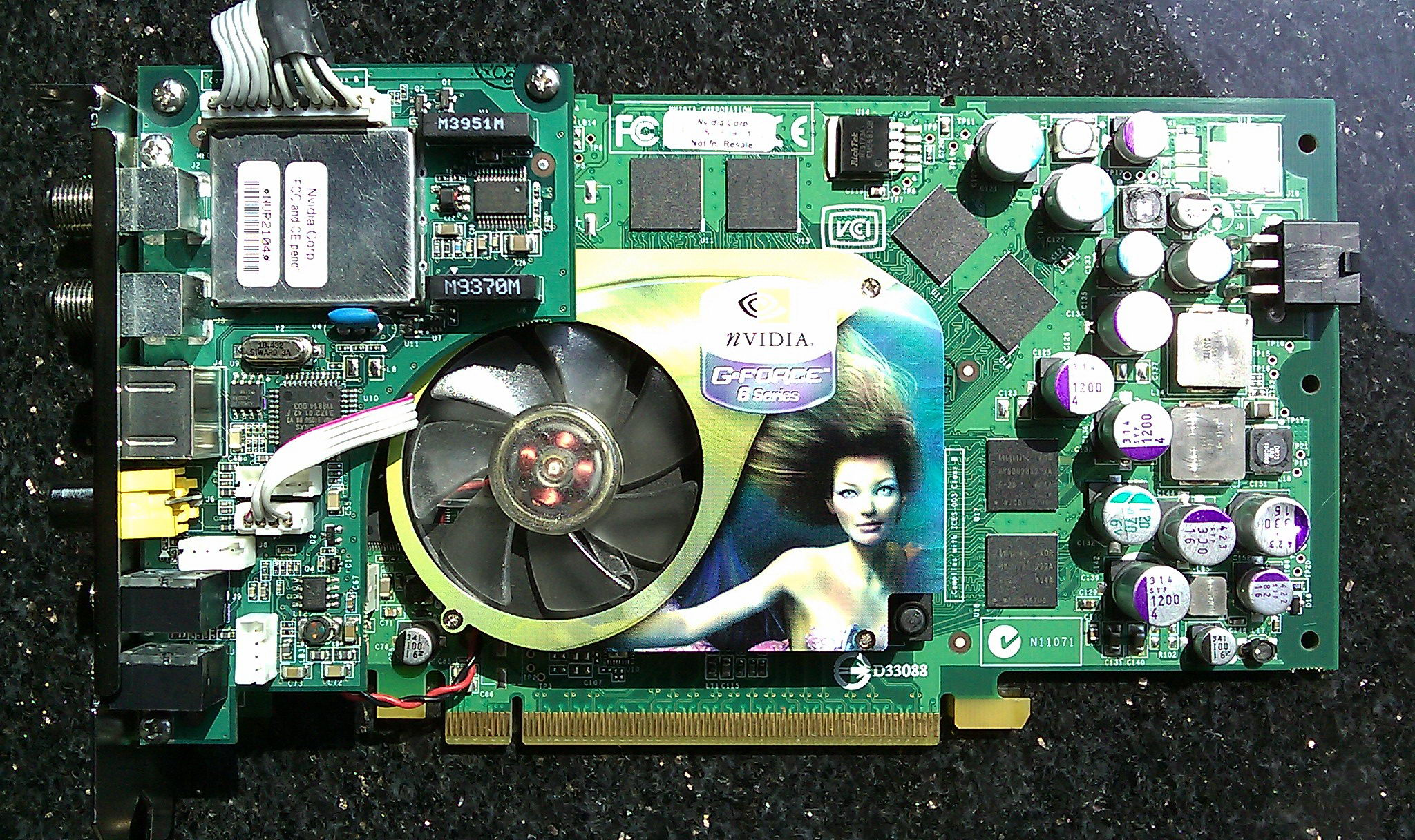
NVIDIA GeForce 6800 Personal Cinema

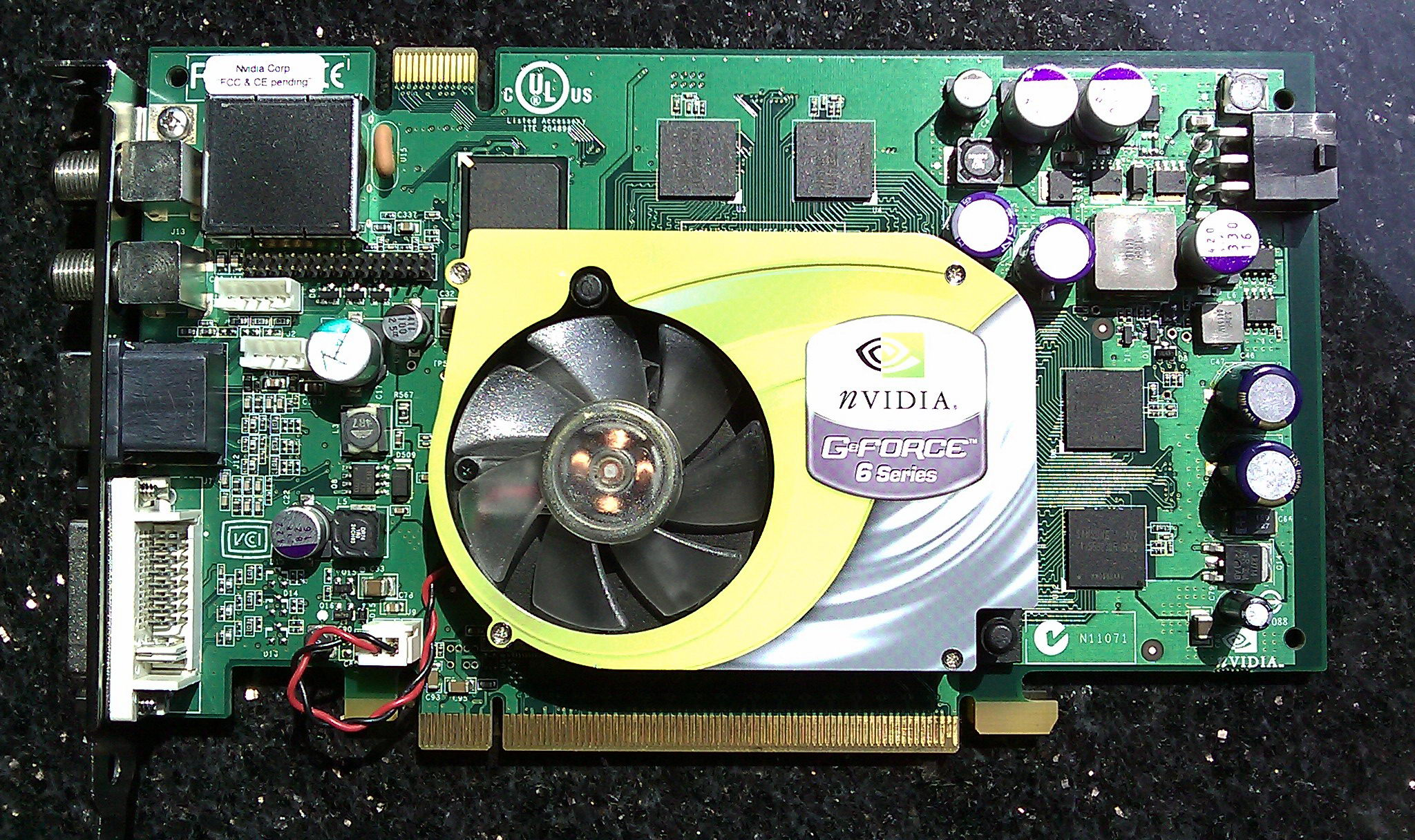
NVIDIA GeForce 6600 GT Personal Cinema

| Nome          | Core           | Frequenza Core(MHz) | Frequenza Memoria(MHz) | Pixel Pipeline | Vertex Pipeline | BUS Memoria |
| ------------- | -------------- | ------------------- | ---------------------- | -------------- | --------------- | ----------- |
| 6800 Ultra    | NV40/NV45      | 400                 | 1100                   | 16             | 6               | 256-bit     |
| 6800 GT       | NV40/NV45      | 350                 | 1000                   | 16             | 6               | 256-bit     |
| 6800 GS       | NV40/NV42      | 350/425             | 1000                   | 12             | 5               | 256-bit     |
| 6800 GTO      | NV40/NV45      | 350                 | 900                    | 12             | 5               | 256-bit     |
| 6800          | NV40/NV41 NV42 | 325                 | 700/600                | 12             | 5               | 256-bit     |
| 6800 Go       | NV41M          | 300                 | 600                    | 12             | 5               | 256-bit     |
| 6800 Go Ultra | NV41M/NV42M    | 450                 | 1100                   | 12             | 5               | 256-bit     |
| 6800 XT       | NV40/NV41/NV42 | 325/350/?           | 700/1000+              | 8              | 4               | 128/256-bit |
| 6800 LE       | NV40           | 300                 | 700                    | 8              | 4               | 256-bit     |

### Versioni GeForce 6600

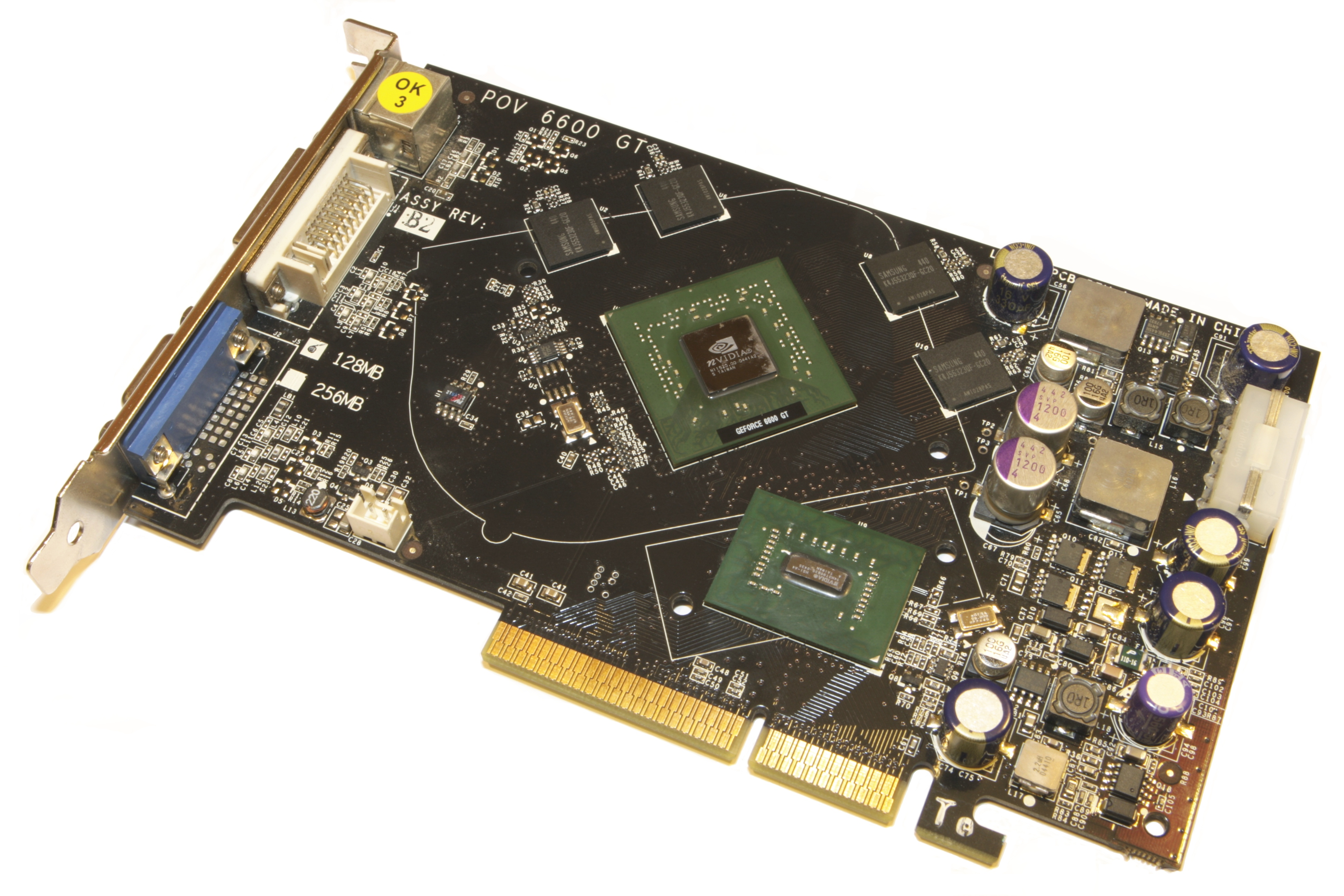
NVIDIA GeForce 6600 GT

| Nome          | Core | Frequenza Core(MHz) | Frequenza Memoria(MHz) | Pixel Pipeline | Vertex Pipeline | BUS Memoria |
| ------------- | ---- | ------------------- | ---------------------- | -------------- | --------------- | ----------- |
| 6700 XL       | NV43 | 525                 | 1100                   | 8              | 3               | 128-bit     |
| 6600 GT GDDR3 | NV43 | 500                 | 900/1000               | 8              | 3               | 128-bit     |
| 6610 XL       | NV43 | 400                 | 800                    | 8              | 3               | 128-bit     |
| 6600 GDDR2    | NV43 | 350                 | 800                    | 8              | 3               | 128-bit     |
| 6600          | NV43 | 300                 | 500/550                | 8              | 3               | 128-bit     |
| 6600 LE       | NV43 | 300                 | 500                    | 4              | 3               | 128-bit     |

### Versioni GeForce 6200
| Nome | Core | Frequenza Core(MHz) | Frequenza Memoria(MHz) | Pixel Pipeline | Vertex Pipeline | BUS Memoria |
| ---- | ---- | ------------------- | ---------------------- | -------------- | --------------- | ----------- |
| 6200 | NV44 | 300                 | 550                    | 4              | 3               | 64/128-bit  |

### Versioni GeForce 6100
| Nome | Core  | Frequenza Core(MHz) | Pixel Pipeline | Vertex Pipeline | Memoria   |
| ---- | ----- | ------------------- | -------------- | --------------- | --------- |
| 6100 | NV44a | 425                 | 2              | 1               | Condivisa |
| 6150 | NV44a | 475                 | 2              | 1               | Condivisa |